# Lonicera implexa var. valentina
Lonicera implexa subsp. valentina é uma variedade de planta com flor pertencente à família Caprifoliaceae. 
A autoridade científica da variedade é (Pau ex Willk.) Maire, tendo sido publicada em Bull. Soc. Hist. Nat. Afrique N. 22: 294 (1931).

## Portugal
Trata-se de uma variedade presente no território português, nomeadamente em Portugal Continental.
Em termos de naturalidade é nativa da região atrás indicada.

## Protecção
Não se encontra protegida por legislação portuguesa ou da Comunidade Europeia.